# Gerret anglès

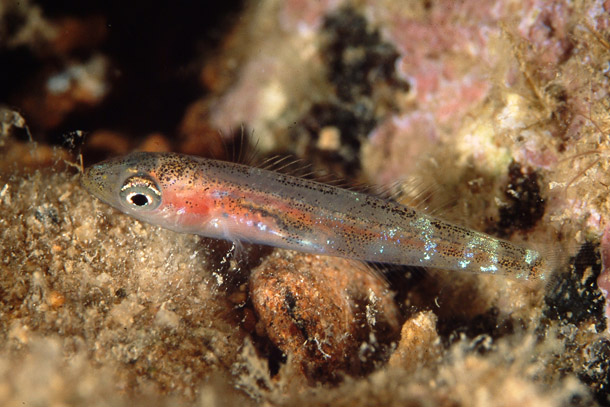
Exemplar de la Toscana (Itàlia)

El gerret imperial, el gerret, el gerret anglès o el reget (Centracanthus cirrus) és una espècie de peix de la família dels centracàntids i l'única espècie del gènere Centracanthus.

## Morfologia
- Els mascles poden assolir els 34 cm de longitud total.
- Té el cos molt allargat (6 vegades més llarg que alt) i de secció circular, una mica comprimit lateralment.
- El cap és llarg i té el morro cònic i punxegut.
- La boca és molt protràctil i té les dents disposades en fileres.
- La part central de l'aleta dorsal presenta una fenedura bastant acusada separant els radis durs dels blans.
- Les pèlviques són petites.
- La caudal és escotada.
- És de color rosat amb tons vermells al dors i blanquinós al ventre.[2][3]

## Reproducció
Es reprodueix a l'estiu a prop de la costa. Els ous són pelàgics.

## Alimentació
Menja petits invertebrats.

## Hàbitat
És un peix pelàgic litoral que pot aparèixer fins a una fondària màxima de 250 m, principalment a fons rocallosos i sorrencs.

## Distribució geogràfica
Es troba a Portugal (incloent-hi les Açores i Madeira), el Marroc, les Illes Canàries, la mar Mediterrània i Mauritània.

## Costums
És un peix gregari que forma esbarts de molts individus.

## Pesca
Es captura amb arts d'arrossegament.